# Jaroslav Čuřík
Jaroslav Čuřík SDB (17. listopadu 1921 Hrobice – 28. října 2006 Teplice), byl český katolický kněz, člen řádu salesiánů, politický vězeň komunistického režimu.

## Život
Pocházel z rodiny se čtyřmi dětmi z Hrobic. Kněžské svěcení přijal tajně (bez vědomí státních orgánů) z rukou biskupa Štěpána Trochty na Bílou sobotu 8. dubna 1950.
Za necelý týden po svěcení došlo, v rámci Akce K, k internaci řeholníků na celém území tehdejšího Československa. Internován byl v Oseku s ostatními řeholníky. Po propuštění z internace nastoupil základní vojenskou službu v pracovních útvarech PTP až do roku 1954. V letech 1954–1957 pracoval v civilním zaměstnání.
Roku 1957 byl zatčen a v listopadu téhož roku odsouzen za podvracení republiky spolu s ostatními spolubratry za tajnou salesiánskou činnost na 3 roky do vězení. Vězeňská léta prožil v Jáchymově a v Kartouzích až do roku 1960. Po propuštění z vězení pracuje v civilním zaměstnání jako dělník až do roku 1969.
V této době politického uvolnění nastoupil do farní pastorace v litoměřické diecézi. Nastupuje jako výpomocný duchovní do duchovní správy v Teplicích – farnost Trnovany. Avšak tzv. normalizační proces nedovolil, aby řeholníci žili společně v komunitách, a tak roku 1970 odchází sám na samostatnou faru. Jeho pastoračním polem se stala farnost Horní Jiřetín u Mostu a široké okolí. V Horním Jiřetíně pracoval přes 30 let a opravoval kostely ve svém farním obvodu, které byly v havarijním stavu. S lítostí musel přihlížet, jak několik kostelů, které opravil, bylo demolováno kvůli těžbě uhlí.
Zcela vyčerpán neúnavnou prací, po mozkové příhodě, kdy částečně ztratil zrak, odešel v roce 2003 do komunity spolubratří salesiánů v Teplicích. Ti se o něj starali až do jeho smrti v sobotu 28. října 2006, která nastala po druhé mozkové příhodě. Poslední rozloučení s ním se konalo 2. listopadu 2006 v kostele sv. Jana Křtitele v Teplicích a 3. listopadu 2006 v kostele sv. Terezie od Ježíše v Praze 8 – Kobylisy. Uložen byl do hrobu na hřbitově v Praze–Ďáblicích k ostatním zemřelým spolubratřím salesiánům Dona Boska.